# Polnische Mannschaftsmeisterschaft im Schach 1953
Die polnische Mannschaftsmeisterschaft im Schach 1953 war die neunte Austragung dieses Wettbewerbs. Polnischer Mannschaftsmeister wurde in einer ausgeglichen besetzten Endrunde die Mannschaft von ZS Ogniwo Warszawa, während der Titelverteidiger ZS Kolejarz Warszawa bereits in der Vorrunde scheiterte.
Zu den Mannschaftskadern siehe Mannschaftskader der polnischen Mannschaftsmeisterschaft im Schach 1953.

## Modus
Für die Vorrunde hatten sich in den Meisterschaften der Woiwodschaften 24 Mannschaften (je zwei aus den Woiwodschaften Warszawa, Łódź, Wrocław, Kraków und Stalinogród, je eine aus den übrigen) qualifiziert. Diese spielten in vier Sechsergruppen jeweils ein einfaches Rundenturnier. Für die Endrunde, die ebenfalls als einfaches Rundenturnier durchgeführt wurde, qualifizierten sich die vier Gruppensieger.
Über die Platzierung entschied zunächst die Anzahl der Brettpunkte (ein Punkt für einen Sieg, ein halber Punkt für ein Remis, kein Punkt für eine Niederlage), anschließend die Anzahl der Mannschaftspunkte (zwei Punkte für einen Sieg, ein Punkt für ein Unentschieden, kein Punkt für eine Niederlage).

## Termine und Spielort
Die Vorrunden wurden zwischen dem 25. Januar und 1. März gespielt, die Endrunde fand vom 24. bis 26. April in der Konzerthalle in Stalinogród statt.

## Vorrunde

### Gruppe I

#### Abschlusstabelle
| Pl. | Verein               | Sp | G | U | V | Brett-P.  | MP   |
| --- | -------------------- | -- | - | - | - | --------- | ---- |
| 01. | ZS Spójnia Poznań    | 5  | 5 | 0 | 0 | 31,0:9,0  | 10:0 |
| 02. | ZS Włókniarz Łódź    | 5  | 4 | 0 | 1 | 25,5:14,5 | 8:2  |
| 03. | ZS Ogniwo Sopot      | 5  | 3 | 0 | 2 | 25,5:14,5 | 6:4  |
| 04. | ZS Spójnia Grudziądz | 5  | 2 | 0 | 3 | 18,5:21,5 | 4:6  |
| 05. | ZS Kolejarz Słupsk   | 5  | 0 | 1 | 4 | 11,5:28,5 | 1:9  |
| 06. | ZS Kolejarz Szczecin | 5  | 0 | 1 | 4 | 8,0:32,0  | 1:9  |

#### Entscheidungen
|  | qualifiziert für die Endrunde: ZS Spójnia Poznań |

#### Kreuztabelle
| Ergebnisse | Ergebnisse           | 01. | 02. | 03. | 04. | 05. | 06. |
| ---------- | -------------------- | --- | --- | --- | --- | --- | --- |
| 01.        | ZS Spójnia Poznań    |     | 5½  | 5½  | 6   | 6   | 8   |
| 02.        | ZS Włókniarz Łódź    | 2½  |     | 4½  | 6½  | 5½  | 6½  |
| 03.        | ZS Ogniwo Sopot      | 2½  | 3½  |     | 5½  | 6½  | 7½  |
| 04.        | ZS Spójnia Grudziądz | 2   | 1½  | 2½  |     | 6½  | 6   |
| 05.        | ZS Kolejarz Słupsk   | 2   | 2½  | 1½  | 1½  |     | 4   |
| 06.        | ZS Kolejarz Szczecin | 0   | 1½  | ½   | 2   | 4   |     |

### Gruppe II

#### Abschlusstabelle
| Pl. | Verein              | Sp | G | U | V | Brett-P.  | MP   |
| --- | ------------------- | -- | - | - | - | --------- | ---- |
| 01. | ZS Ogniwo Warszawa  | 5  | 5 | 0 | 0 | 33,5:6,5  | 10:0 |
| 02. | ZS Ogniwo Łódź      | 5  | 2 | 1 | 2 | 21,0:19,0 | 5:5  |
| 03. | ZS Ogniwo Bydgoszcz | 5  | 3 | 0 | 2 | 19,5:20,5 | 6:4  |
| 04. | ZS Unia Rembertów   | 5  | 2 | 1 | 2 | 19,5:20,5 | 5:5  |
| 05. | ZS Spójnia Kraków   | 5  | 2 | 0 | 3 | 15,5:24,5 | 4:6  |
| 06. | ZS Kolejarz Olsztyn | 5  | 0 | 0 | 5 | 11,0:29,0 | 0:10 |

#### Entscheidungen
|  | qualifiziert für die Endrunde: ZS Ogniwo Warszawa |

#### Kreuztabelle
| Ergebnisse | Ergebnisse          | 01. | 02. | 03. | 04. | 05. | 06. |
| ---------- | ------------------- | --- | --- | --- | --- | --- | --- |
| 01.        | ZS Ogniwo Warszawa  |     | 5   | 7   | 6   | 8   | 7½  |
| 02.        | ZS Ogniwo Łódź      | 3   |     | 5   | 4   | 3   | 6   |
| 03.        | ZS Ogniwo Bydgoszcz | 1   | 3   |     | 5½  | 5½  | 4½  |
| 04.        | ZS Unia Rembertów   | 2   | 4   | 2½  |     | 5   | 6   |
| 05.        | ZS Spójnia Kraków   | 0   | 5   | 2½  | 3   |     | 5   |
| 06.        | ZS Kolejarz Olsztyn | ½   | 2   | 3½  | 2   | 3   |     |

### Gruppe III

#### Abschlusstabelle
| Pl. | Verein                   | Sp | G | U | V | Brett-P.  | MP   |
| --- | ------------------------ | -- | - | - | - | --------- | ---- |
| 01. | ZS Kolejarz Kraków       | 5  | 5 | 0 | 0 | 30,5:9,5  | 10:0 |
| 02. | ZS Kolejarz Warszawa (M) | 5  | 4 | 0 | 1 | 26,5:13,5 | 8:2  |
| 03. | ZS Budowlani Rzeszów     | 5  | 3 | 0 | 2 | 21,0:19,0 | 6:4  |
| 04. | ZS Ogniwo Skarżysko      | 5  | 1 | 0 | 4 | 16,5:23,5 | 2:8  |
| 05. | AZS Lublin               | 5  | 1 | 1 | 3 | 16,0:24,0 | 3:7  |
| 06. | ZS Włókniarz Zgierz      | 5  | 0 | 1 | 4 | 9,5:30,5  | 1:9  |

#### Entscheidungen
|     | qualifiziert für die Endrunde: ZS Kolejarz Kraków |
| (M) | Meister der letzten Saison                        |

#### Kreuztabelle
| Ergebnisse | Ergebnisse           | 01. | 02. | 03. | 04. | 05. | 06. |
| ---------- | -------------------- | --- | --- | --- | --- | --- | --- |
| 01.        | ZS Kolejarz Kraków   |     | 5   | 6½  | 6½  | 6½  | 6   |
| 02.        | ZS Kolejarz Warszawa | 3   |     | 6   | 4½  | 5   | 8   |
| 03.        | ZS Budowlani Rzeszów | 1½  | 2   |     | 4½  | 5   | 8   |
| 04.        | ZS Ogniwo Skarżysko  | 1½  | 3½  | 3½  |     | 3½  | 4½  |
| 05.        | AZS Lublin           | 1½  | 3   | 3   | 4½  |     | 4   |
| 06.        | ZS Włókniarz Zgierz  | 2   | 0   | 0   | 3½  | 4   |     |

### Gruppe IV

#### Abschlusstabelle
| Pl. | Verein                          | Sp | G | U | V | Brett-P.  | MP   |
| --- | ------------------------------- | -- | - | - | - | --------- | ---- |
| 01. | AZS Gliwice                     | 5  | 5 | 0 | 0 | 28,5:11,5 | 10:0 |
| 02. | ZS Budowlani Gliwice            | 5  | 2 | 2 | 1 | 23,0:17,0 | 6:4  |
| 03. | ZS Kolejarz Gorzów Wielkopolski | 5  | 2 | 0 | 3 | 20,5:19,5 | 4:6  |
| 04. | ZS Spójnia Legnica              | 5  | 2 | 1 | 2 | 20,0:20,0 | 5:5  |
| 05. | ZS Kolejarz Wrocław             | 5  | 1 | 1 | 3 | 15,5:24,5 | 3:7  |
| 06. | ZS Budowlani Opole              | 5  | 1 | 0 | 4 | 12,5:27,5 | 2:8  |

#### Entscheidungen
|  | qualifiziert für die Endrunde: AZS Gliwice |

#### Kreuztabelle
| Ergebnisse | Ergebnisse                      | 01. | 02. | 03. | 04. | 05. | 06. |
| ---------- | ------------------------------- | --- | --- | --- | --- | --- | --- |
| 01.        | AZS Gliwice                     |     | 5½  | 5½  | 5   | 6   | 6½  |
| 02.        | ZS Budowlani Gliwice            | 2½  |     | 5   | 4   | 4   | 7½  |
| 03.        | ZS Kolejarz Gorzów Wielkopolski | 2½  | 3   |     | 2½  | 8   | 4½  |
| 04.        | ZS Spójnia Legnica              | 3   | 4   | 5½  |     | 2   | 5½  |
| 05.        | ZS Kolejarz Wrocław             | 2   | 4   | 0   | 6   |     | 3½  |
| 06.        | ZS Budowlani Opole              | 1½  | ½   | 3½  | 2½  | 4½  |     |

Anmerkung: Wrocław verlor kampflos gegen Gorzów Wielkopolski.

## Endrunde

### Abschlusstabelle
| Pl. | Verein             | Sp | G | U | V | Brett-P.  | MP  |
| --- | ------------------ | -- | - | - | - | --------- | --- |
| 01. | ZS Ogniwo Warszawa | 3  | 1 | 2 | 0 | 13,0:11,0 | 4:2 |
| 02. | ZS Kolejarz Kraków | 3  | 1 | 1 | 1 | 12,5:11,5 | 3:3 |
| 03. | AZS Gliwice        | 3  | 0 | 3 | 0 | 12,0:12,0 | 2:4 |
| 04. | ZS Spójnia Poznań  | 3  | 0 | 2 | 1 | 10,5:13,5 | 2:4 |

### Entscheidungen
|  | Polnischer Mannschaftsmeister: ZS Ogniwo Warszawa |

### Kreuztabelle
| Ergebnisse | Ergebnisse         | 01. | 02. | 03. | 04. |
| ---------- | ------------------ | --- | --- | --- | --- |
| 01.        | ZS Ogniwo Warszawa |     | 5   | 4   | 4   |
| 02.        | ZS Kolejarz Kraków | 3   |     | 4   | 5½  |
| 03.        | AZS Gliwice        | 4   | 4   |     | 4   |
| 04.        | ZS Spójnia Poznań  | 4   | 2½  | 4   |     |

## Die Meistermannschaft
| 1.            | ZS Ogniwo Warszawa |
| Schachfiguren | Kazimierz Plater, Jerzy Duda, Zbigniew Solecki, Czesław Krulisch, Eugeniusz Ryzak, Janusz Migaj, Tadeusz Łojek, Mirosława Litmanowicz. |